# Brehy
Brehy jsou obec na Slovensku v okrese Žarnovica v Banskobystrickém kraji. Žije zde 977 obyvatel. Starostou obce je od roku 2010 Juraj Tencer.

## Architektura
V obci se nachází římskokatolický kostel sv. Josefa z roku 1786.
Je to řadová vesnice, jíž protéká potok. Většina domů pochází z konce 19. století (po požáru v roce 1845) a ze začátku 20. století (regulace Hronu z let 1930-1933). Domy jsou zděné s valbovými střechami a se znaky doznívající secese na oknech.

## Dějiny
První písemná zmínka o obci Brehy se datuje do roku 1283. V roce 1393 daroval obec král Zikmund nemocnici sv. Alžběty v Nové Bani, která později přešla do majetku města.